# Bohdan Bartosiewicz
Bohdan Bartosiewicz (Michałowice, 21 ottobre 1918 – Varsavia, 2 dicembre 2015) è stato un cestista e allenatore di pallacanestro polacco.

## Carriera
Ha disputato due edizioni dei Campionati europei (1939, 1947) con la Polonia, vincendo la medaglia di bronzo nel 1939.